# Efekt podpory již zvoleného
Efekt podpory již zvoleného neboli výběr-podporující bias (anglicky choice-supportive bias) je jedním z typů kognitivního zkreslení neboli biasu, který ovlivňují lidský úsudek.
Podstata tohoto zkreslení tkví ve vědomé či nevědomé obhajobě rozhodnutí, které osoba v minulosti již uskutečnila a naopak v odsouzení ostatních možností, které nebyly zvoleny. Obhajoba i odsouzení jsou však nezávislé na racionálních faktorech a mohou být nebezpečné při tvorbě budoucích rozhodnutí.
Důsledkem nakonec je, že osoba má tendenci si svá minulá rozhodnutí pamatovat jako správná (pozitivní) a ostatní nezvolené možnosti jako špatné (negativní), nezávisle na skutečnosti.
Osoba tedy velmi snadno přesvědčí sama sebe o nepravdě.

## Obecná definice
Tendence k pamatování si zvolených možností jako lepších než ve skutečnosti byly, při které je zároveň přikládána vyšší váha pozitivním důsledkům zvolené možnosti a nižší váha pozitivním důsledkům možnosti nezvolené.
Pokud měl tedy člověk v minulosti v konkrétní situaci na výběr možnosti A a B a vybral si možnost A, má v budoucnosti tendenci přeceňovat pozitivní důsledky a bagatelizovat negativní důsledky vybrané možnosti A a naopak bagatelizovat možné pozitivní důsledky a přeceňovat ty negativní u možnosti B.

## Vznik biasu
Při lidském procesu rozhodování je cílem zvolit co nejvhodnější možnost, přičemž každá z dostupných možností má své vlastní kladné i záporné aspekty.
Osoba si po provedení rozhodnutí vedle zvolené možnosti pamatuje i samotný proces, který konečné volbě předcházel a jeho odůvodnění.
Vznik biasu popisuje několik teorií, významné je spojení vzniku s lidským egem.
Hlavním motivem biasu by totiž mělo být vlastní přesvědčení, že pokud si osoba vybrala jednu z možností, musela to být ta nejlepší volba – nikdo by si dobrovolně nezvolil špatně.
Toto přesvědčení však může být falešné – lidský mozek a vědomí mají vlastní obranné mechanismy, které mají za cíl chránit před negativními pocity například vinny, smutku a sebelítosti (tyto pocity by mohly vzniknout při uvědomění si své chyby při provedeném rozhodnutí).
Během tohoto procesu osoba může věnovat pozornost pouze některým částím informací, které má z doby při provádění volby – ostatní jsou vytěsněny či upozaděny a nehrají při vzpomínkách na situaci významnou roli.

## Vyplývající nebezpečí a důsledky
Jakmile bylo uskutečněno rozhodnutí a člověk je pod vlivem biasu, tento bias narušuje zpětné vyhodnocení rozhodnutí a jeho reflexi. Nebezpečí Efektu podpory již zvoleného může být skryto v opakování stejných rozhodnutí: pokud osoba stojí před stejným rozhodnutím v budoucnu znovu, má tendenci volit stejné řešení jako v minulosti. Toto rozhodnutí může nyní mít zafixované jako správné a s pozitivními asociacemi, ostatní nezvolené možnosti analogicky jako špatné s asociacemi negativními. Po racionální úvaze a zvážení všech pozitivních a negativních stránek by přitom mohla osoba dojít k rozhodnutí zcela opačnému. V mnoha případech navíc osoba postižená biasem nemusí o svém neracionálním stanovisku přesvědčovat pouze sama sebe, ale i své kolegy, rodinu a další osoby.

## Případy, kdy Efekt podpory již zvoleného nevzniká
Bylo prokázáno, že v některých specifických případech rozhodování či volby jsou osoby od tohoto biasu částečně či úplně odproštěny.
- Přidělená volba

V případě přidělení volby osobě jinou osobou (vyšší autoritou – např. nadřízený v práci, velitel…) bias nevzniká. Jedná se ale pouze o volby, které nebyly rozhodnuty v nejlepším možném zájmu dotčené osoby – například pokud je autorita přítelem dotčené osoby a rozhodnutí bylo vybráno pouze s ohledem na tuto osobu.
- Náhodná volba

Výběr-podporující bias nevzniká ani při volbě, která byla vybrána zcela náhodně. Je to z důvodu absence rozhodovacího procesu a z ní plynoucí absence možných výčitek a vinny.

## Souvislost s udržováním vzpomínek a jejich důvěryhodností
Je vědecky prokázáno, že udržování vzpomínek je závislé na emocích, které v člověku původní situace vyvolala: Nejlépe si osoba pamatuje vzpomínky příjemné a pozitivní, o něco hůře vzpomínky nepříjemné a negativní, nejhůře potom vzpomínky neutrální.
Ověření probíhalo experimentem na myších: Čím vyšší byla podávaná dávka látky pro stimulaci emočního centra mozku amygdaly, tím snáze se myši učili procházet bludištěm.
Velmi důležitá je také důvěryhodnost vzpomínek. Lidé mají vlastní mechanismus pro ověřování vzpomínek, při kterém ověřují, zda může být skutečná.
Pokud si osoba například pamatuje létající prase, nakonec dojde k závěru, že vzpomínka mus pocházet z minulého snu, neboť prasata ve skutečném světě létat nemohou.
Paměť totiž neumožňuje lidem dokonalé reprodukce, ale konstrukce a rozbory toho, co se stalo. Toto také souvisí se Sleeper effectem, kdy člověk nejprve zapomíná na původ informace a její zdroj, až mnohem později informaci samotnou.

## Analogie s IKEA efektem
V tomto biasu můžeme vidět přímou analogii s IKEA efektem, který velmi zjednodušeně říká, že lidé přisuzují větší hodnotu věcem, které částečně či úplně sami vytvořili.
Lidské rozhodnutí může být bráno jako "věc" z definice IKEA efektu, pokud ho člověk provedl zcela samostatně či se na rozhodnutí alespoň částečně podílel.
Tímto se vysvětluje tendence, proč člověk za svým rozhodnutím stojí, i když ve skutečnosti nemuselo být zvoleno vhodně: sám se pro něj svobodně rozhodl.
IKEA efekt a Efekt podpory již zvoleného mají stejný základ a vznik.